# Stefan Roth (Politiker, 1960)
Stefan Roth (* 10. November 1960) ist ein Schweizer Politiker (CVP). Von 2010 bis 2016 war er Mitglied des Stadtrats (Exekutive) und Finanzdirektor von Luzern, 2012 bis 2016 zugleich Stadtpräsident. Im August 2016 gab er seinen Rücktritt als Stadtrat bekannt, nachdem er zwei Monate zuvor als Stadtpräsident nicht wiedergewählt wurde.
Roth ist Betriebsökonom FH mit einem Nachdiplomstudium in General Management (Executive MBA). Er war von 2004 bis 2009 Gemeinderat und Gemeindeammann von Littau. Von 2007 bis 2019 war er Kantonsrat des Kantons Luzern. Er ist verheiratet, Vater von zwei Kindern und wohnt in Luzern.